# Rhynchortyx cinctus
La quaglia facciafulva (Rhynchortyx cinctus (Salvin, 1876)), è un uccello della famiglia Odontophoridae, diffuso in America centrale e in Sudamerica. È l'unica specie del genere Rhynchortyx.

## Distribuzione e habitat
La quaglia facciafulva ha un areale disgiunto che comprende due distinte aree dell'America Latina: la prima area comprende l'Honduras e in particolare la costa caraibica, Dipartimento di Atlántida e Colón, e l'area a cavallo dei dipartimenti di Olancho e di Gracias a Dios sino al confine meridionale; il Nicaragua, l'area centro-orientale sino al confine sud; l'area nord della Costa Rica; la seconda area comprende invece la costa caraibica del centro e tutta la parte sud di Panama e la fascia pacifica della Colombia sino al nord dell'Ecuador.

## Tassonomia
Sono state descritte tre sottospecie:
- Rhynchortyx cinctus pudibundus Peters, JL, 1929 - risiede nel nord-est dell'Honduras e est e centro-nord del Nicaragua.
- Rhynchortyx cinctus cinctus (Salvin, 1876) - sottospecie nominale, vive dal sud del Nicaragua a Panama.
- Rhynchortyx cinctus australis Chapman, 1915 - risiede nel nord-ovest dell'Ecuador e nell'ovest della Colombia.

In precedenza questa specie era inserita nel genere Odontophorus.